# كارلوس خورخي
كارلوس خورخي هو منافس ألعاب قوى دومينيكاني، ولد في 24 سبتمبر 1986.

## وصلات خارجية
- كارلوس خورخي على موقع الاتحاد الدولي لألعاب القوى (الإنجليزية)
- كارلوس خورخي على موقع أوليمبيديا (الإنجليزية)